# Левый берег озера Конча
«Левый берег озера Конча» (укр. «Лівий берег озера Конча») — ландшафтный заказник местного значения, расположенный на территории Голосеевского района Киевского горсовета (Украина). Создан 14 октября 1997 года. Площадь — 80 га. Землепользователь — Киевское лесное хозяйство.

## История
Заказник был создан решением Киевского горсовета от 14 октября 1997 года № 1628. Природоохранный объект основан с целью сохранения ценных природных сообществ. На территории заказника запрещены любая хозяйственная деятельность и в том числе ведущая к повреждению природных комплексов. 

## Описание
Заказник расположен на территории Конча-Засповского лесничества на левом берегу озера Конча, что на правобережье Днепра восточнее Столичного шоссе. 
Есть информационные знаки. 
Из-за хорошей транспортной доступности, заказник является местом отдыхаː рыболовства и сбора цветов, что оказывает вред природным комплексам.
Как добратьсяː  Транспортː 1) ост. санаторий Конча-Заспа (на Столичном шоссе) марш. такси № 43, 43к, 311, 313, 315, 811 (от ст. м. Выдубичи), далее пешком около 1 км. Близлежащее метроː   Теремки и   Выдубичи.

## Природа
Ландшафт заказника представлен преимущественно настоящими и болотистыми лугами, а также пойменными лесами и болотами. 
Леса представлены пойменными дубравами на гривах волнистой поймы. Кроме того встречаются такие породы деревьев как тополь чёрный, ива, вяз. Настоящие луга представлены доминирующими видами овсяница луговая и мятлик луговой. Разнотравье представлено такими луговыми видами как василёк луговой, погремок малый, клевер ползучий, клевер луговой, лядвенец украинский, лук угловатый, на более увлажнённых участках — валериана высокая и ирис сибирский. Болотистые луга представлены доминирующими осока острая и полевица гигантская, болота — осока острая и лисья. 
В заказнике встречаются такие млекопитающие как заяц, крот, реже встречаются лисица, енотовидная собака, лесной хорёк, редко — лось, косуля, дикая свинья. В заказнике есть множество птиц; пресмыкающиесяː прыткая ящерица, обыкновенный уж; земноводныеː озёрная лягушка, прудовая лягушка, краснобрюхая жерлянка.